# Barrage de Sainte-Cécile-d'Andorge
Le barrage de Sainte-Cécile-d'Andorge a été construit en 1967 pour lutter contre les crues naturelles du Gardon d'Alès.